# San Zopito
Zopito (... – 12 ottobre ...; fl. IV secolo) sarebbe stato, secondo la tradizione, un giovane martire, vittima delle persecuzioni contro i cristiani.
Originariamente, si reputava che il nome Zopíto originasse dalla probabile iscrizione sulla lapide tombale delle Catacombe di San Callisto che si riferiva ad un martire "sopitus in Domine", ossia "addormentato nel Signore". Tale convinzione è almeno parzialmente decaduta da quando è stata scoperta una lapide con iscrizione greca che si riferisce ad un tale Zòpiro (letteralmente "o Zòpyros" quindi "l'illustre Zòpiro") venuto a mancare all'età di vent'anni circa il giorno 12 ottobre. Questo certifica pertanto l'esistenza di un giovane martire con questo nome, diverso peraltro da Zopito sia nell'accento sia nella grafia, derivante dal greco con significato di "colui che alimenta la brace" o "colui che illumina l'astro".
Nonostante il fatto che la morte sia avvenuta in data 12 ottobre, è stato prescelto il lunedì di Pentecoste come giorno festivo in ricordo dell'arrivo delle reliquie del santo presso la Chiesa di San Pietro Apostolo avvenuto il 25 maggio 1711.

## Culto
Le spoglie del presunto santo vennero traslate, prima a Penne, poi definitivamente a Loreto Aprutino nella collegiata di San Pietro, dal vescovo di Penne e dall'abate di Loreto nel 1711, e lì santificate. In quegli anni fu realizzato per il santo un prezioso busto argenteo dorato, opera della scuola di Giuseppe Sammartino di Napoli, molto simile al trafugato busto di San Massimo, che si trovava nella Cattedrale di Penne sino al 1982.
San Zopito è il patrono di Loreto Aprutino. Durante la processione che si tiene in suo onore, che si svolge tradizionalmente il lunedì successivo alla Pentecoste, si usava condurre in chiesa un bue, cavalcato da un bimbo vestito di bianco, a inginocchiarsi davanti alla statua del santo. Dallo sterco del bue i contadini traevano auspici per il raccolto.
Il rito di far inginocchiare il bue alla vista del busto del santo prende vita nello stesso anno, durante il transito delle reliquie del santo da Penne a Loreto Aprutino; infatti, durante la solenne processione, un contadino che si trovava nei campi assieme al suo bue, alla vista dell'urna dove erano contenute le reliquie, tanto era accinto nel suo lavoro da non rivolgere attenzione alcuna alla processione; allora il bue si allontanò dal padrone, senza dar conto ai richiami di quello, e avvicinatosi alla processione si inchinò "sobriamente". Altra fonte vuole che il bue si sia ginocchiato, senza voler entrare, di fronte all'ingresso della stalla dove il contadino aveva buttato nella mangiatoia l'ostia consacrata che non aveva ingoiato e per dileggio aveva appunto gettato.